# Milleretta
Milleretta var ett släkte av kräldjur i underklassen Anapsida som levde under perm. Fossil från Milleretta har påträffats i Sydafrika. Den enda kända arten är Milleretta rubidgei. Andra beskrivna arter visade sig vara synonymer.
Milleretta var snabb, kunde bli omkring 60 centimeter lång och hade lång svans. De jagade insekter som den dödade med sina starka käkar. Troligen hade de väldigt bra hörsel som den använde för att hitta insekter.